# Schieferastrilde
Die Schieferastrilde (Euschistospiza) sind eine Gattung innerhalb der Familie der Prachtfinken. Zu der Gattung werden zwei Arten gerechnet.

## Beschreibung
Schieferastrilde erreichen eine Körperlänge von 11,5 Zentimeter. Beide Arten weisen schiefergraue Gefiederpartien auf sowie auf den Körperseiten weiße Tropfenflecken. Der Dybowskis Tropfenastrild hat einen größeren Anteil an roten Gefiederpartien. Auffällig bei ihm sind die roten Oberschwanzdecken, die zwei Drittel des Schwanzes ausmachen sowie der karmesinrote Rücken, Schultern und Bürzel. Der Schiefergraue Astrild hat ein überwiegend schiefergraues bis bräunlich schiefergraues Gefieder. Bei ihm sind der hintere Bürzel sowie die Oberschwanzdecken rot.

## Verbreitung und Lebensweise
Beide Arten kommen in jeweils zwei weit auseinanderliegenden Populationen vor. Der Dybowskiastrild kommt im südlichen Senegal bis in den Osten von Sierra Leone sowie im inneren Hochland Nigerias vor. Der Schiefergraue Astrild besiedelt das Hochland von Angola und die Hochländer, die vom Westufer des Tanganjikasees über Burundi und Ruanda bis in den Südwesten Ugandas reichen.
Die Lebensweise des Schiefergrauen Astrilds ist weitgehend unerforscht. Bislang wurde er vor allem in der von Büschen durchsetzten Hochlandsavanne beobachtet. Der Dybowskiastrild besiedelt offenes Grasland in Wäldern, an Flussufern und Galeriewäldern. Beide Arten sind sehr scheu und nur schwer zu beobachten.

## Haltung
Der Schiefergraue Astrild spielt in der Ziervogelhaltung keine Rolle. Er konnte 1965 jedoch erstmals in Gefangenschaft nachgezüchtet werden. Der Dybowskiastrild wurde 1959 erstmals eingeführt und im selben Jahr wie der Schiefergraue Astrild erstmals nachgezüchtet. Seit den 1980er Jahren wird der Dybowskiastrild regelmäßig importiert und hat sich zu einem sehr häufig gehaltenen Vogel entwickelt. Die Nachzucht gelang mittlerweile über mehrere Generationen. Der Dybowskiastrild ist jedoch für eine Gemeinschaftshaltung wenig geeignet, da insbesondere die Männchen während der Brutzeit sehr aggressiv werden können. Beide Arten benötigen für ihr Wohlbefinden Volieren mit einer Bepflanzung, die ihnen Rückzugsmöglichkeiten bietet.

## Arten
- Dybowskiastrild (Euschistospiza dybowskii)
- Schiefergrauer Astrild (Euschistospiza cinereovinacea)

## Belege

### Einzelbelege
1. ↑   Nicolai et al., S. 141
2. ↑   Nicolai et al., S. 136
3. ↑   Nicolai et al., S. 137